# Guerra polacco-svedese dal 1617 al 1618
La guerra polacco-svedese dal 1617 al 1618 fu una parte della più ampia guerra polacco-svedese, e in particolare della fase combattuta tra il 1600 e il 1629. Fu la continuazione di quella già combattuta tra il 1600 e il 1611 e fu il tentativo da parte del Regno di Svezia di provocare l'intervento della Russia contro la Polonia. Questa fu contemporaneamente costretta a combattere i Tartari e, sul fronte meridionale, l'Impero ottomano. Russia e Svezia avevano appena concluso la pace dopo la guerra d'Ingria, parte del più ampio conflitto polacco-moscovita. La causa della guerra tra il 1617 e il 1618 fu una disputa sul possesso dei ducati di Livonia e Estonia, e ancora una volta la conseguenza della precedente lotta per la successione al trono di Svezia tra Sigismondo III Vasa e Carlo IX di Svezia.

## Contesto storico
Dopo la morte di Carlo IX, la Svezia venne governata da suo figlio, l'ancora adolescente Gustavo Adolfo. Il giovane monarca era sostenuto dall'influente Alto Cancelliere (Rikskansler) del Consiglio Reale Axel Oxenstierna, che nell'aprile del 1612 accettò di prolungare la tregua con la Confederazione fino al settembre del 1616. Allo stesso tempo però, il re polacco Sigismondo III Vasa non aveva rinunciato alla corona svedese, immaginando di poter ancora ricostituire l'unione personale tra la Polonia e la Svezia (l'unione polacco-svedese). Sigismondo complottò contro Gustavo Adolfo, cercando di conquistarsi i favori della nobiltà svedese. Il re polacco fece anche un tentativo di riprendere la precedente sfortunata campagna in Svezia, ma non riuscì a farlo a causa del perdurare della guerra con la Russia.
Dopo lunghe trattative, il 27 febbraio, 1617, la Svezia e la Russia firmarono la pace di Stolbovo, ponendo fine alla Guerra d'Ingria. Gustavo Adolfo era ora in grado di concentrare i suoi sforzi in Livonia. Egli era sostenuto da altri stati protestanti, quali l'Inghilterra e l'Olanda.

## Le battaglie
Il 19 giugno 1617, quattro mesi dopo la pace di Stolbovo, una squadra navale svedese di quattro navi fece il suo ingresso nel golfo di Riga e ancorò a Dyjament (Dunamunde). La fortezza era difesa da deboli forze polacco-lituane sotto il comando dell starosta di Rūjiena, Wolmar Farensbach, che capitolò dopo un assedio di due giorni e si unì agli invasori. La flotta svedese assediò Riga e, quando i rinforzi polacchi arrivarono nel mese di luglio, gli scandinavi occupavano quasi tutta la costa della Livonia, da Grobiņa a Pärnu. La stessa città di Parnu venne attaccata l'11 agosto, e capitolò dopo un assedio di tre giorni. Salacgrīva fu catturata il 18 agosto e, entro la fine dell'estate, l'Impero svedese controllava tutta la Livonia, ad eccezione di Riga.
Per salvare la provincia, la Confederazione inviò truppe in Livonia sotto il Grande atamano di Lituania, Krzysztof Radziwiłł. Questi riuscì a convincere Wolmar Farensbach a ritornare alla parte polacco-lituana. Le forze di Radziwill erano inadeguate, ma grazie alle sue doti di comandante, i lituani riuscirono a recuperare quasi tutte le città e fortezze precedentemente perdute, ad eccezione di Pärnu. L'esercito lituano penetrò poi nel Ducato di Curlandia e Semigallia, e Radziwill chiese la sua annessione al Granducato di Lituania. Sigismondo non acconsentì e ciò portò alle dimissioni dal suo incarico di Radziwiłł, che venne sostituito dal colonnello Jan Sicinski.
Nel settembre 1618, fu stipulata una tregua tra la Confederazione e la Svezia. i Polacco-Lituani chiesero la restituzione di Pärnu ma, dal momento che la guerra tra la Confederazione e la Moscovia nel frattempo continuava, Sigismondo acconsentì che la città rimanesse temporaneamente in mani svedesi. La tregua era valida per due anni, con scadenza nel novembre 1620.